# Simen Tiller
Pour les articles homonymes, voir Tiller.
Simen Tiller, né le 26 novembre 1995 à Lillehammer, est un coureur norvégien du combiné nordique.

## Biographie
Licencié au Mølven IL, il prend part à sa première compétition internationale au Festival olympique de la jeunesse européenne en 2011. Un an plus tard, il fait ses débuts dans la Coupe continentale à Høydalsmo.
Aux championnats du monde junior 2015, il obtient la médaille de bronze avec Harald Johnas Riiber, Jarl Magnus Riiber et Lars Buraas (de). Il connaît une longue période sans podium jusqu'en 2018-2019, même s'il est utilisé en Coupe du monde à Oslo en mars 2017. Il est lors deux fois récompensé dans des épreuves par équipes à la Coupe continentale, dont par une victoire à Ruka. En décembre 2019, il fait son retour dans la Coupe du monde à Lillehammer, sa ville natale, se classant 21e, synonyme de premiers points également.
Il revient en Coupe continentale ensuite, montant sur son premier podium individuel à Oberwiesenthal.
En février 2021, il termine onzième en coupe du monde à Klingenthal, soit sa meilleure performance dans cette compétition.

## Palmarès

### Championnats du monde
| Épreuve / Édition       | Individuel     | Individuel     | Par équipes           | Par équipes                 |
| Épreuve / Édition       | Petit tremplin | Grand tremplin | Grand tremplin Relais | Petit tremplin Relais Mixte |
| Mondiaux 2025 Trondheim |                |                | Bronze                |                             |

### Coupe du monde
- Meilleur classement général : 40e en 2020.
- Meilleur résultat individuel : 11e.

#### Différents classements en Coupe du monde
| Année     | Classement général final |
| 2019-2020 | 40e                      |
| 2020-2021 | 41e                      |
| 2021-2022 | 27e                      |
| 2022-2023 | 29e                      |

### Championnats du monde junior
- Médaille de bronze de l'épreuve par équipes en 2015 à Almaty.

### Coupe continentale
- Vainqueur du classement général en 2021.
- 15 podiums individuels dont 5 victoires.
- 2 victoires par équipes.